# Smells Like Green Spirit
Smells Like Green Spirit (スメルズライクグリーンスピリット Sumeruzu Rai Kugurīn Supiritto?) es una serie de manga de género yaoi escrita e ilustrada por Saburō Nagai. Fue serializada en la revista Comic Be de la editorial Fusion Product desde el 12 de agosto de 2011 hasta el 13 de febrero de 2013. La serie también ha sido adaptada a dos CD dramas publicados en 2014.

## Argumento
Futoshi Mishima es un estudiante de secundaria que vive en un pequeño pueblo rural y es constantemente intimidado por sus compañeros de clase debido a su feminidad, tachándolo de ser gay. En realidad, a Mishima si le gustan los chicos, por lo que no se resiste a su intimidación y, en cambio, encuentra consuelo en secretamente vestirse como mujer, a la menor oportunidad robando el pintalabios de su madre. Un día en la azotea, Mishima descubre a uno de sus acosadores, Makoto Kirino, maquillándose con el pintalabios que él mismo había perdido con anterioridad. A partir de ese momento, Mishima descubrirá una nueva faceta de Kirino que este había estado ocultando durante años.

## Personajes
Futoshi Mishima (三島 フトシ Mishima Futoshi?)
Mishima es un estudiante de secundaria que vive en una zona rural con su madre soltera. Su padre falleció cuando él era muy pequeño. En la escuela no tiene amigos y es intimidado por parecer gay. A pesar de no admitirlo abiertamente, a Mishima de hecho si le gustan los hombres. Le gusta travestirse, aunque no tiene los medios para hacerlo, y por lo general solo usa el lápiz labial de su madre.
Makoto Kirino (桐野 マコト Kirino Makoto?)
Originalmente era uno de los bravucones que acosaban a Mishima junto a Yumeno. Sin embargo, secretamente termina convirtiéndose en amigo de Mishima luego de que este descubre que al igual que él, es gay y le gusta travestirse. Kirino ha ocultado esta faceta debido a su conservadora madre, quien no puede aceptar la verdadera naturaleza de su hijo.
Tarō Yumeno (夢野 タロウ Yumeno Tarō?)
Un compañero de clases y amigo de Kirino, con quien constantemente solía acosar a Mishima. Dice repudiar a Mishima, pero en realidad está enamorado de este y su acoso hacia él era sólo el resultado de sus propios sentimientos conflictivos. Más adelante, se revela que comienza una relación romántica con Mishima.
Yanagida (柳田 Yanagida?)
Es el profesor de Mishima, Kirino y Yumeno. Es gay, pero ha vivido toda su vida oprimido e incluso fue obligado a casarse con una mujer. Todo esto dio origen a que desarrollara una personalidad retorcida. Se siente atraído por Mishima, a quien acosa sexualmente.

## Media

### Manga
Escrito e ilustrado por Saburō Nagai, Smells Like Green Spirit comenzó su serialización el 12 de agosto de 2011 en la revista Comic Be de la editorial Fusion Product, finalizando el 13 de febrero de 2013. El manga fue recopilado en dos volúmenes tankōbon. Ha sido serializado para su publicación en España por Ediciones Tomodomo, con el primer volumen siendo lanzado el 24 de junio de 2019.

### CD drama
La serie ha sido adaptada a dos CD dramas. El primero fue lanzado el 28 de marzo de 2014, mientras que el segundo lo fue el 30 de mayo de 2014. Ambos CD dramas cuentan con las voces de Yoshitsugu Matsuoka como Mishima, Wataru Hatano como Kirino, Hiroyuki Yoshino como Yumeno y Kōji Yusa como Yanagida.